# 1427 Ruvuma
1427 Ruvuma è un asteroide della fascia principale del diametro medio di circa 37,56 km. Scoperto nel 1937, presenta un'orbita caratterizzata da un semiasse maggiore pari a 2,7523632 UA e da un'eccentricità di 0,2092217, inclinata di 9,33692° rispetto all'eclittica.
L'asteroide prende il suo nome dal fiume Ruvuma, che scorre fra Tanzania e Mozambico.